# 大奥斯特海姆
大奥斯特海姆是德国巴伐利亚州的一个市镇。总面积44.31平方公里，总人口16402人，其中男性8241人，女性8161人（2011年12月31日），人口密度370人/平方公里。